# Malmö–Köpenhamn

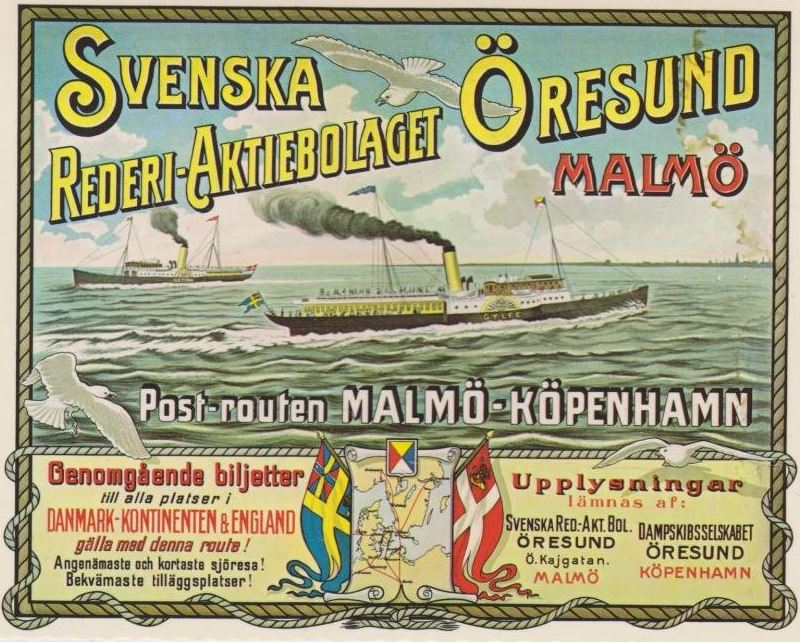
Affisch för Svenska Rederi AB Öresund, tidigt 1900-tal. De båda hjulångarna är ”Gylfe” (närmast) och ”Gefion”.

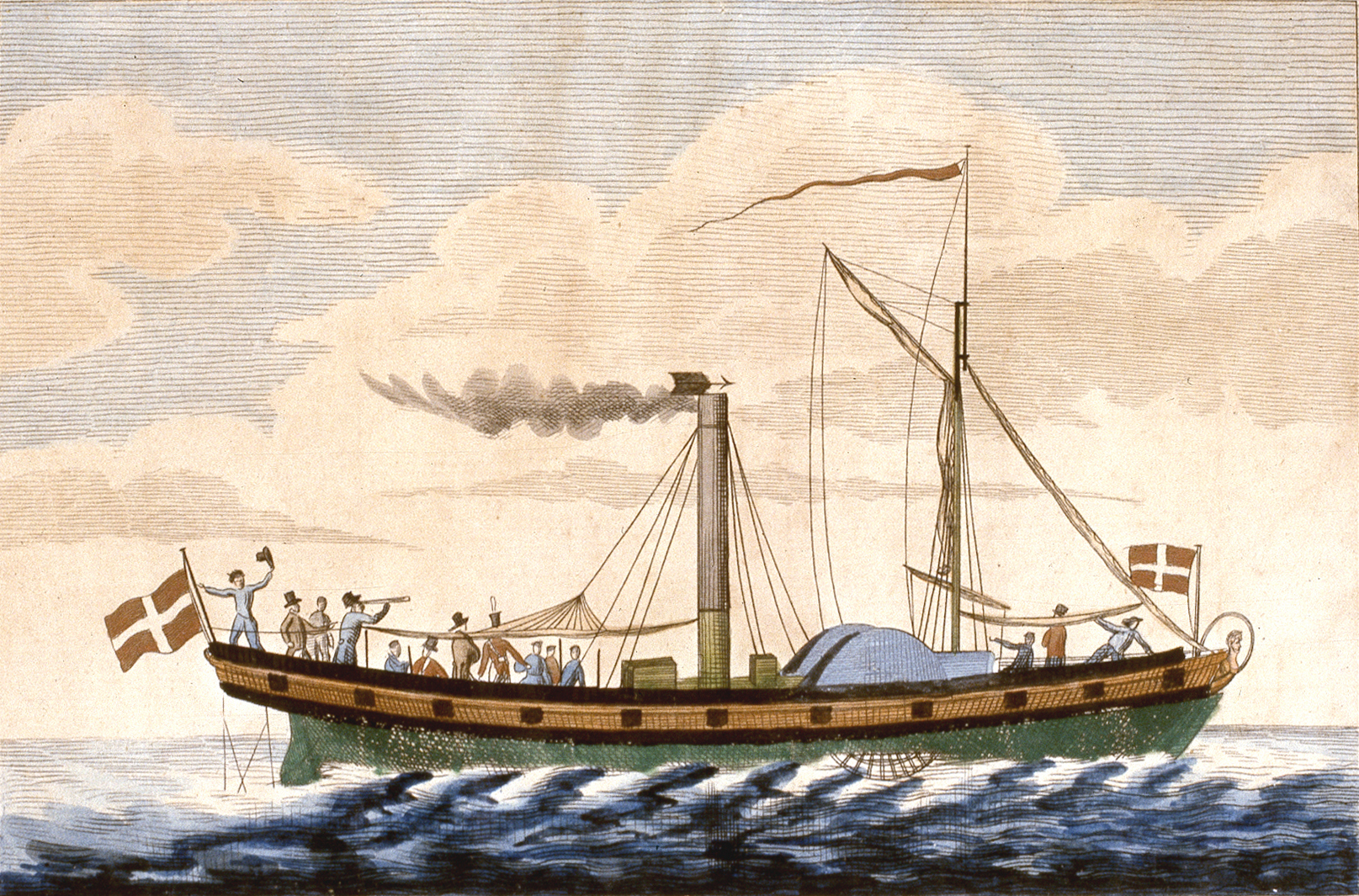
Den första ångbåten i Öresund var 1819 den danska hjulångaren Caledonia, som gjorde lustturer också till Sverige.

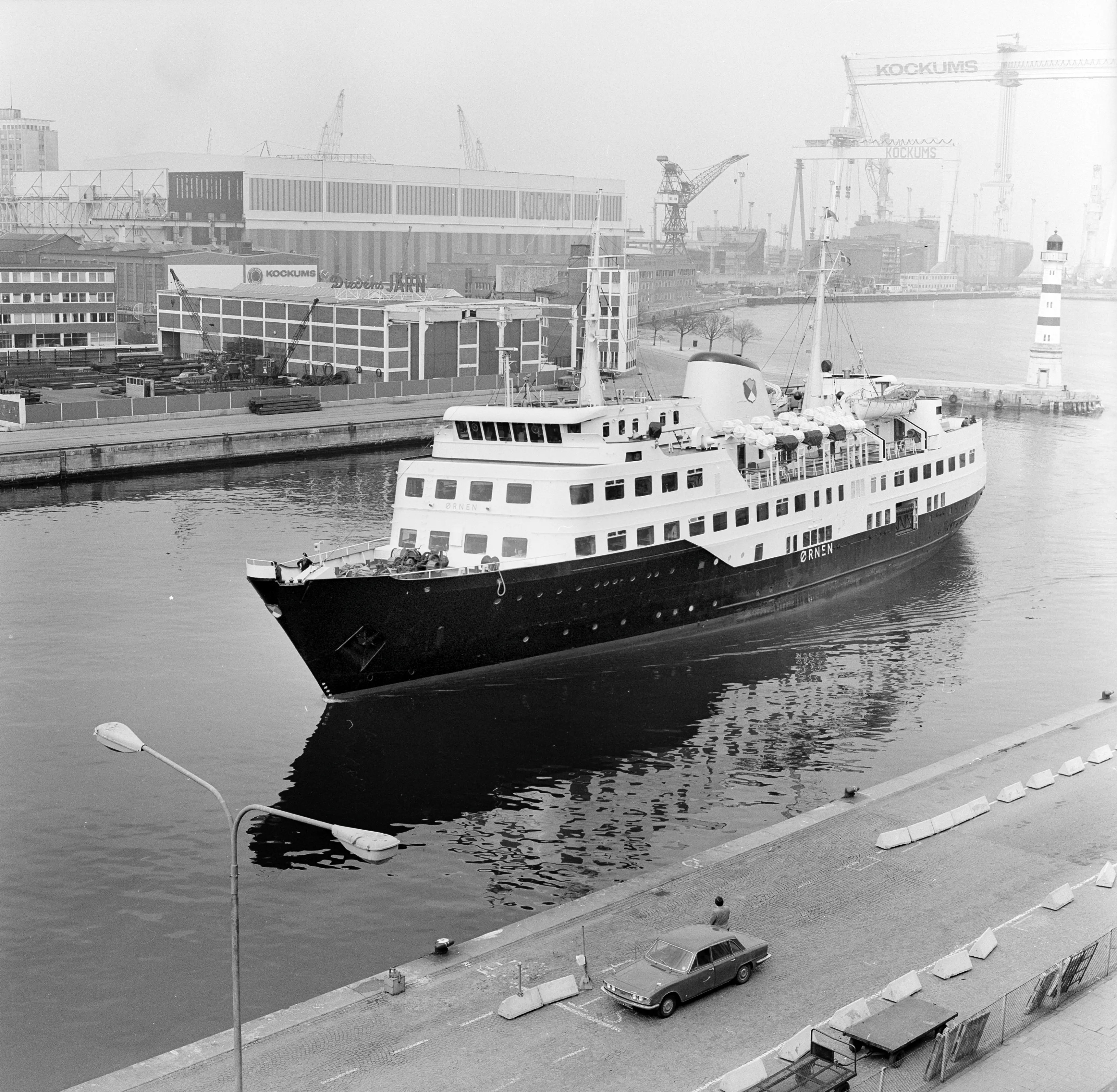
M/S Ørnen ankommmer till Skeppsbron från Havnegade i Köpenhamn, 1975. I bakgrunden ses Kockums varv med Kockumskranen

Malmö–Köpenhamn trafikerades av färjor mellan 1838 och 2002, då den år 2000 öppnade Öresundsbron gjorde rutten olönsam. Rederierna var många. Ibland har det rått hård konkurrens, vissa perioder har enskilda rederier varit kraftigt dominerande. Det har funnits många slag av fartyg på linjen; hjulångare, propellerångare (ända till 1959), motorfartyg, bärplansbåtar, katamaraner och svävare. De flesta har gått från Malmö till Havnegade i centrala Köpenhamn, men den danska terminalen har i några fall varit Kastrup i söder och Köpenhamns frihamn eller Klampenborg i norr.

## Begynnelsen
Mer eller mindre planmässig persontransport mellan Malmö och Köpenhamn har förekommit i många århundraden. Redan 1522 var transporten mellan städerna organiserad i färjemanslag – åtta färjemän på var sin sida sundet. De rodde eller seglade med post, passagerare och varor i öppna båtar. Det dröjde dock till` 1800-talet innan egentlig färjetrafik kom till stånd. Ett första steg togs 1824 när en linje öppnades för gods- och persontransport med snabbseglande ”paketbåtar”, men det var med ångfartygens ankomst som trafiken på allvar tog fart. 1819 kom den första ångbåten till Köpenhamn, hjulångaren "Caledonia" och 1828 gjorde hon den första lustturen till Malmö. Caledonia fick dock inte lägga till i hamnen, eftersom myndigheterna befarade att gnistor från ångpannan utgjorde en brandrisk för de segelfartyg som låg i hamnen. Fartyget fick ankra på redden och passagerarna tas i land med roddbåtar.

## 1838–1899
När de östdanska landskapen avträddes till Sverige 1656 infördes krav på särskilda pass för resor över Öresund. År 1836 förenklades resandet genom att en enklare och billigare ”passersedel” infördes, vilken tillät kortare besök över sundet. En grupp malmöbor inspirerades av de snabba paketbåtarna och av de nya ångfartygen. De beslöt att försöka starta regelbunden färjetrafik mellan Malmö och Köpenhamn. Sedan de misslyckats med att köpa en färdig ångbåt, lät de bygga en ny ångare. Hjulångaren och skonaren Malmö byggdes på Karlshamns skeppsvarv med ett skrov av trä och med maskinell utrustning från Motala verkstad. Vid behov kunde man även hissa segel på masterna. I juli 1838 gick premiärturen från Malmö till Köpenhamn. Resan tog två timmar och ombord fanns 150 passagerare. Malmö sattes samma år in på leden Malmö–Köpenhamn–Lübeck.
Hjulångaren Malmö fick snart konkurrens. Hjulångaren Union började sin trafik 1841 och andra fartyg tillkom sedan. Priskrig utbröt mellan de olika rederierna. Konkurrensen tilltog på 1860-talet, dels på grund av att passtvånget delvis upphävdes 1860 och dels för att den framväxande tågtrafiken i Europa gjorde att ångbåtar som trafikerat kanaler och kuster nu blev utkonkurrerade av tågen och därför sökte en ny marknad. Kring 1870 gick flera rederier samman och 1874 övertog Det Forenede Dampskibs-Selskab (DFDS) samtliga fartyg på linjen Malmö–Köpenhamn. DFDS bedrev dessutom flera andra färjelinjer på Öresund.
År 1895 började Statens Järnvägar (SJ) och De Danske Statsbaner (DSB) att trafikera Malmö–Köpenhamn med tågfärjor. De vanliga passagerarbåtarna lade i Köpenhamn till vid Havnegade i centrum, medan tågfärjorna hade sitt färjeläge längre norrut, vid frihamnen. Därifrån gick tåg till Hovedbanegården.

### Bildgalleri

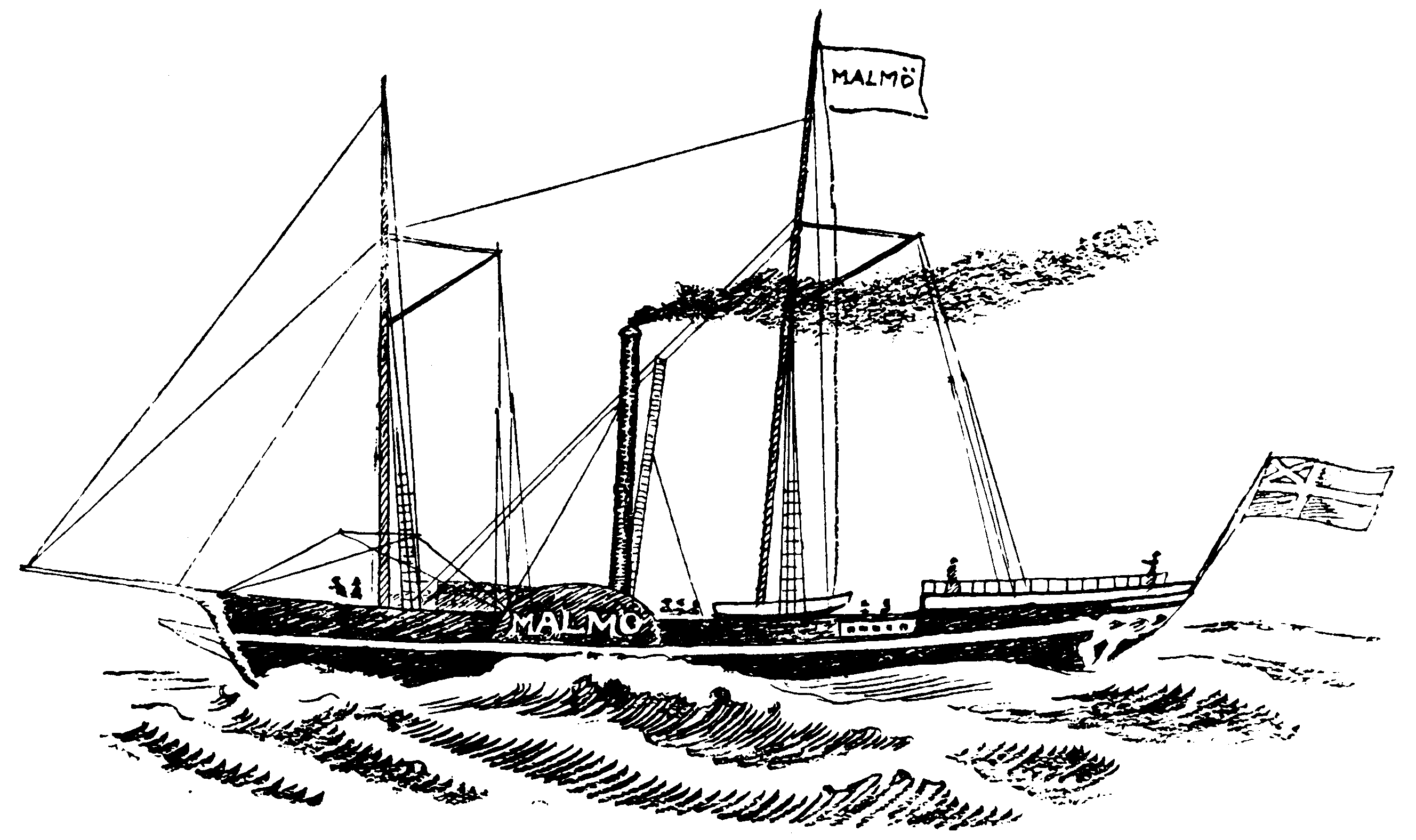
Litografi från 1838 av hjulångaren Malmö. Byggd 1837. Bruttotonnage: 9,5 läster. Malmö trafikerade rutten från 1838 till 1858 då hon ersattes av L.I. Bager, uppkallad efter en av grundarna av Malmö Ångbåtsbolag. L.I. Bager var utrustat med det tidigare maskineriet på Malmö. Vid färd mellan Köpenhamn och Lübeck 1875 utbröt eld ombord på L.I. Bager. 31 människor omkom.
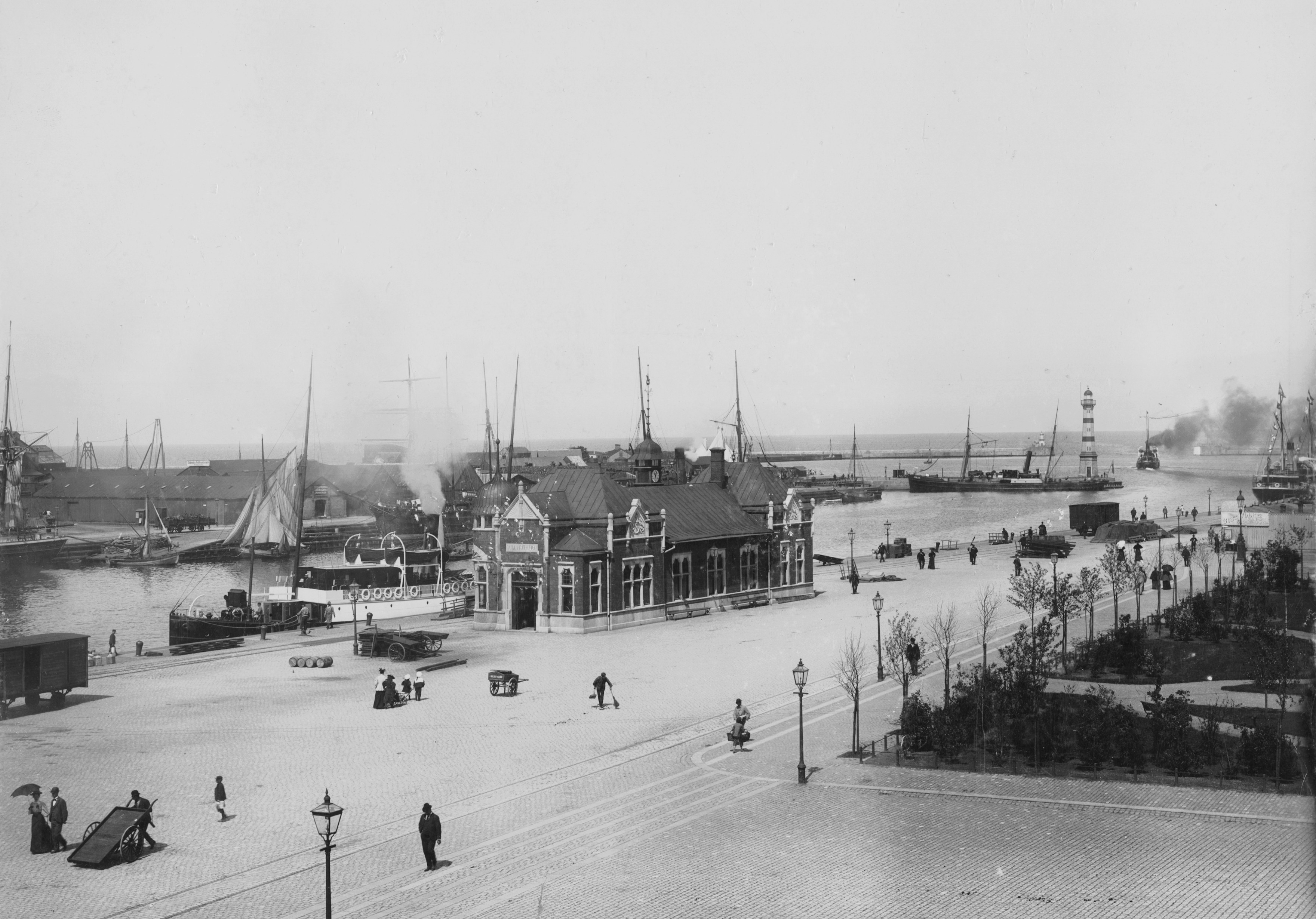
Malmö hamn 1894. En köpenhamnsbåt har lagt till vid tullstationen.
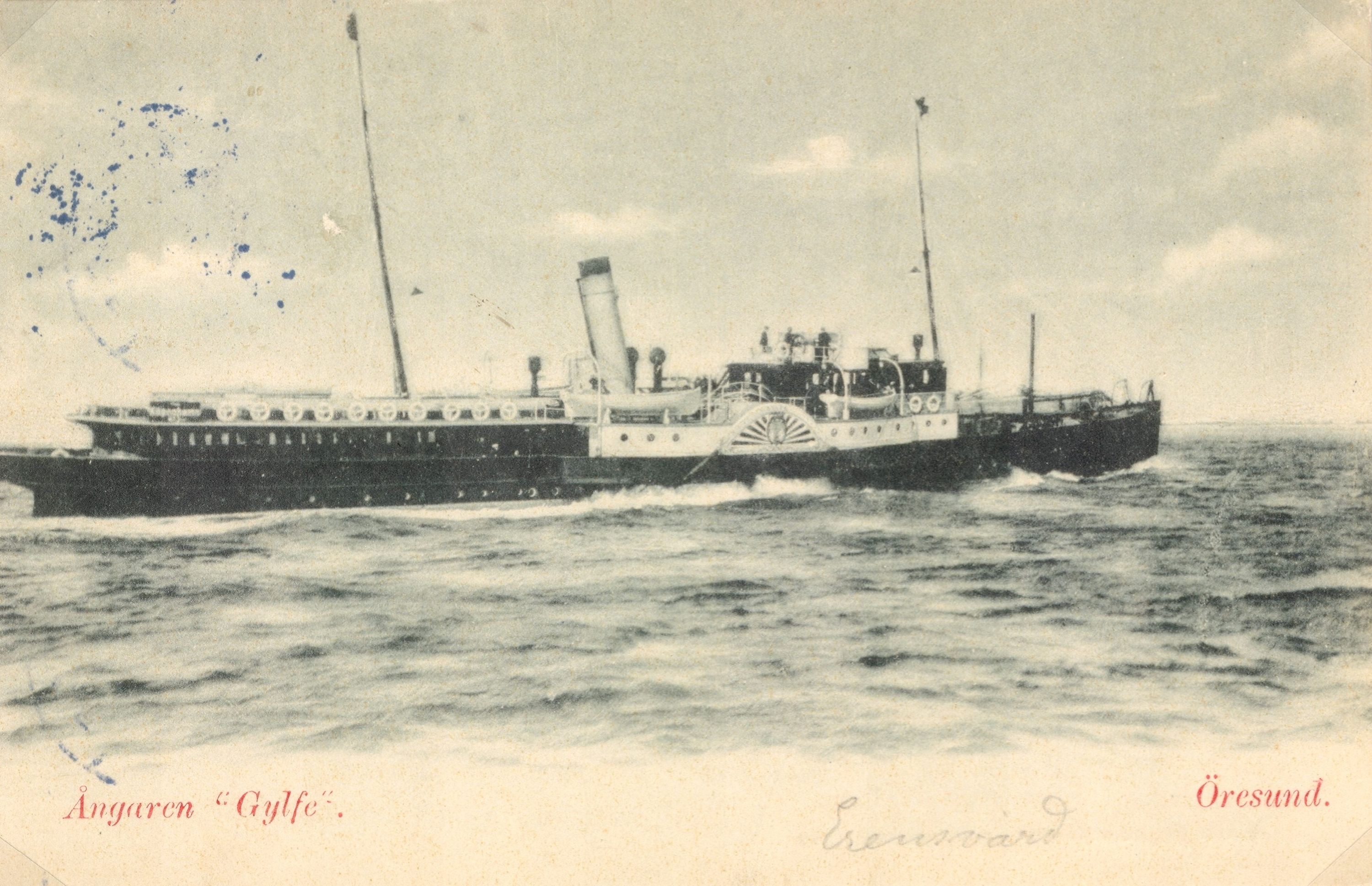
Hjulångaren Gylfe, systerfartyg till Gefion. Byggd 1874/75. Bruttotonnage 274. Passagerare: 800/1 000 Gylfe och Gefion förlängdes 1891/92 så att kapaciteten utökades till 1000 passagerare).
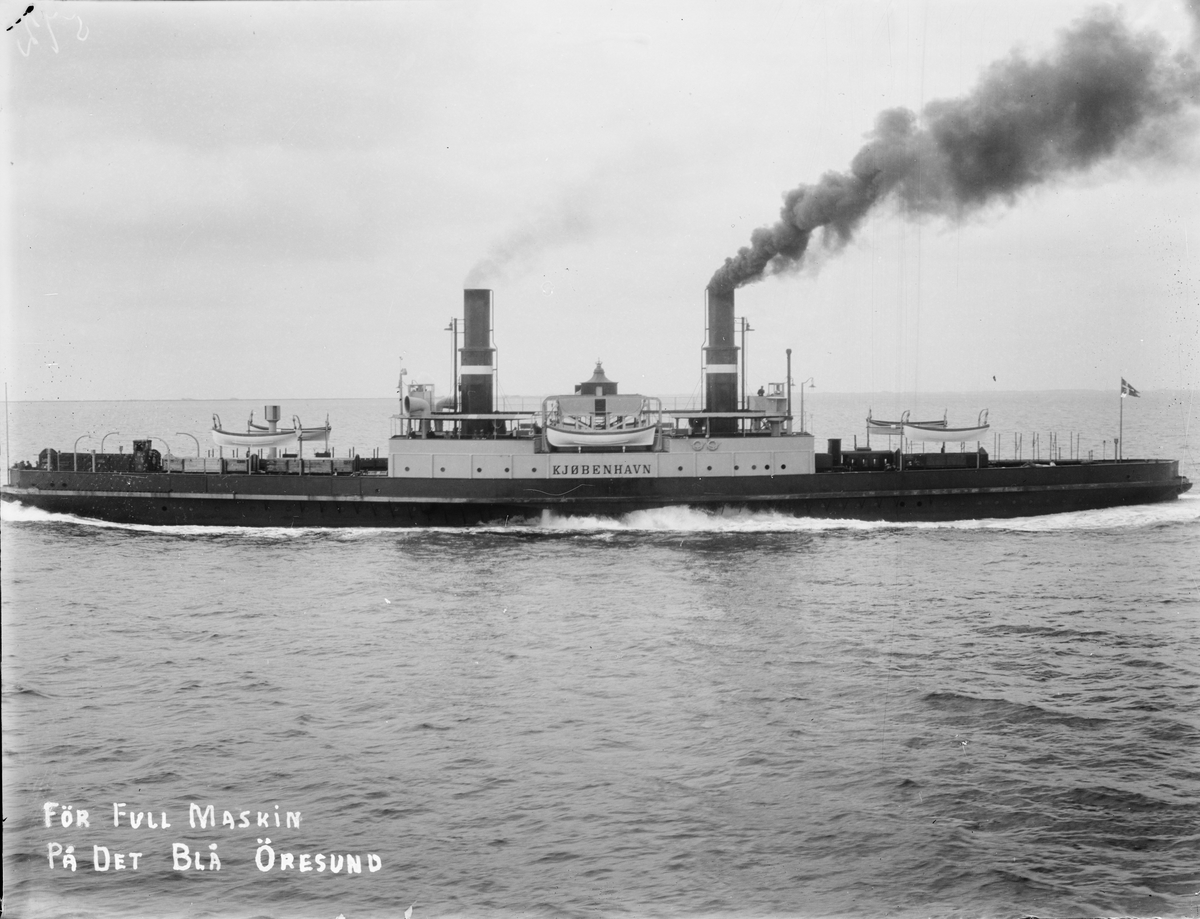
Ångaren Kjøbenhavn som seglade mellan Malmö och Köpenhamn 1895–1923.

## 1900–1960
Trots att DFDS kraftigt dominerade trafiken över Sundet under 1800-talets sista decennier lyckades man inte få den lönsam utan beslöt att avveckla sitt Öresundsengagemang. Ett nytt konsortium bildades för trafiken mellan Malmö och Köpenhamn, Öresund Steamship Company, senare känt som Öresundsbolaget. Öresundsbolaget bestod av ett svenskt och ett danskt bolag, Svenska Rederi AB Öresund respektive Dampskibsselskabet Øresund. De båda bolagen köpte DFDS nio Öresundsfartyg plus diverse bryggor och materiel. Tre fartyg avyttrades, tre seglades under svenska flagg, tre under dansk. De svenska fartygen hade gula skorstenar, de danska röda. Som firmamärke valde man fyra trianglar i ländernas fyra färger. Premiärturen gick 1 april 1900.
Öresundsbolaget kom att under lång tid dominera trafiken mellan Malmö och Köpenhamn om man bortser från tågfärjan. Från 1922 fanns viss konkurrens från en linje mellan Landskrona och Köpenhamn och på 1930-talet bedrevs trafik mellan Limhamn och Dragör. År 1943, under andra världskriget, beslöt Sveriges riksdag att köpa Svenska Rederiaktiebolaget Öresund för SJ:s räkning. I Danmark köpte DSB aktierna i Dampskibsselskabet Øresund.
När trafiken kom igång efter kriget fanns alltså ingen konkurrens på rutten. Passagerarsiffrorna steg snabbt. SJ satte 1945 in den nybyggda tågfärjan Malmöhus, kallad ”Den vita svanen”, som även tog ombord bilar. Det gjorde också Öresundsbolagets nya stora båtar Absalon (1955) och Gripen (1956). Efter kriget rådde brist på varor i Danmark och många danskar gjorde därför inköpsresor till Malmö. Det var först en bit in på 1950-talet som passagerarströmmen vände när Malmöborna for till Köpenhamn för att handla billig mat. På 1950-talet fick Öresundsbolaget konkurrens av nya rederier:
- Under 1950-talets första tre–fyra år gick det en färja från Malmö till Klampenborg, Bakkenbåten.[7][8]
- 1957 startade Nya Köpenhamnslinjen, senare omdöpt till Centrumlinjen, trafik mellan Malmö och Köpenhamn.
- 1958–1968 seglade Kastruplinjen med bilfärjor mellan Malmö och Kastrup.
- 1959–1961 seglade Orangelinjen mellan Malmö och Kalkbrænderihavnen i norra Köpenhamn.

### Passagerarutveckling för Öresundsbolaget 1901–1960

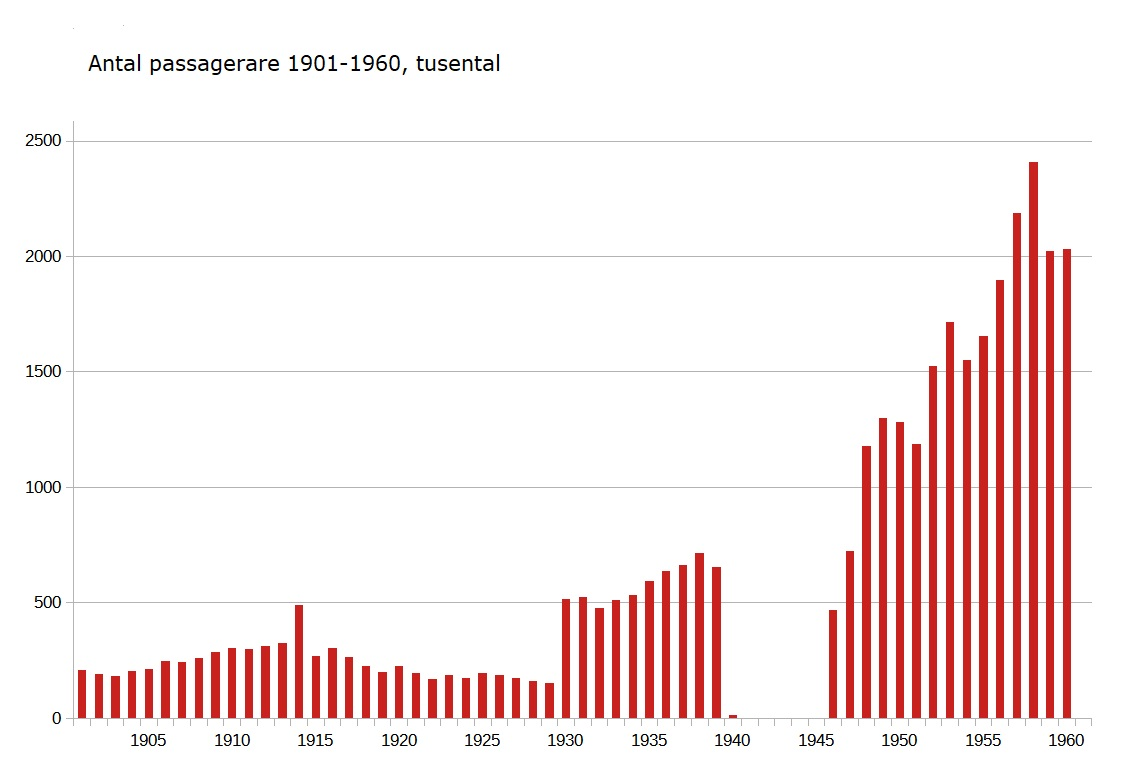

- 1914: Baltiska utställningen i Malmö
- 1918: Passtvång införs
- 1928: Passtvånget lättas något
- 1930: Passtvånget slopas och skattefria tobaksvaror börjar säljas ombord
- 1939: Andra världskriget utbryter och passtvång återinförs
- 1940: Danmark ockuperas och visumtvång införs
- 1946: Visumtvånget upphör
- 1952: Nordisk passunion
- 1958: All passkontroll slopas[9]

### Gefion
År 1901 skedde en kollision i tät dimma mellan Öresundsbolagets båda fartyg Gefion och Hven. Gefion gick till botten men alla ombord kunde räddas över till Hven. Gefion kunde senare bärgas och efter reparation och modernisering åter sättas i trafik, nu som Sundets elegantaste fartyg.
Hjulångaren Gefion var liksom systerfartyget Gylfe svårnavigerat. De två hjulen var sammankopplade så att båda antingen roterade framåt eller bakåt. Man tvingades därför att vända utanför hamnen och sedan backa in. Vid sidvind kunde fartyget få slagsida, med följd att det ena hjulet grävde ner sig i vattnet medan det andra snurrade i luften.
Öresundsbolaget sålde Gefion 1931. Hon var då en av Skandinaviens äldsta aktiva hjulångare. Den nya ägaren inrättade fartyget som flytande vandrarhem i Köpenhamns hamn.

### Bildgalleri

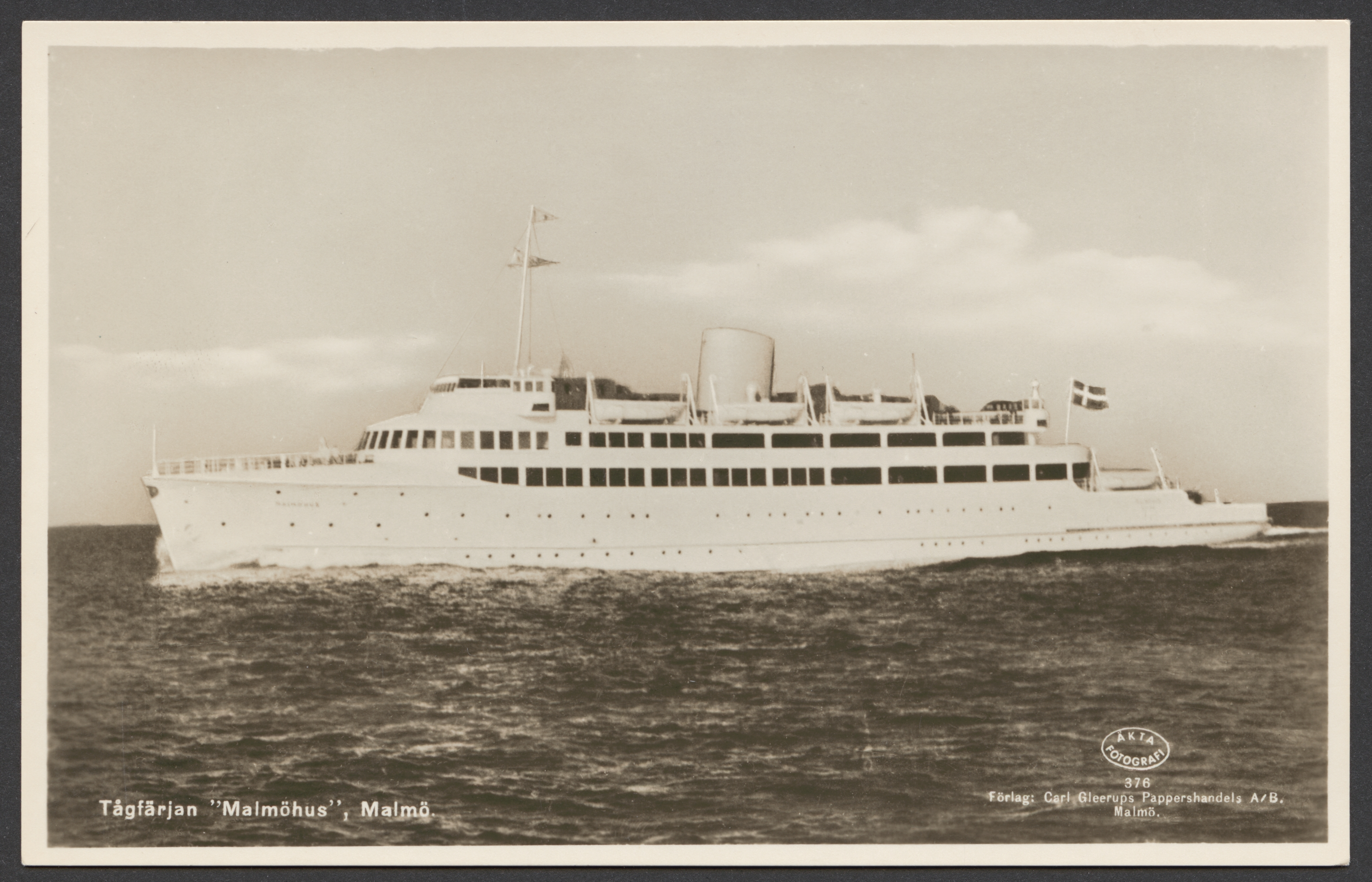
Tågfärjan Malmöhus gick i trafik 1945–1986, men från 1976 som renodlad godsfärja. ”Många minns tågfärjan med två damsalonger, tre röksalonger, en salong för icke rökare, promenaddäcket och matsalen. Här var både maten och utsmyckningarna (signerade konstnären Ewald Dahlskog) av högsta klass.”
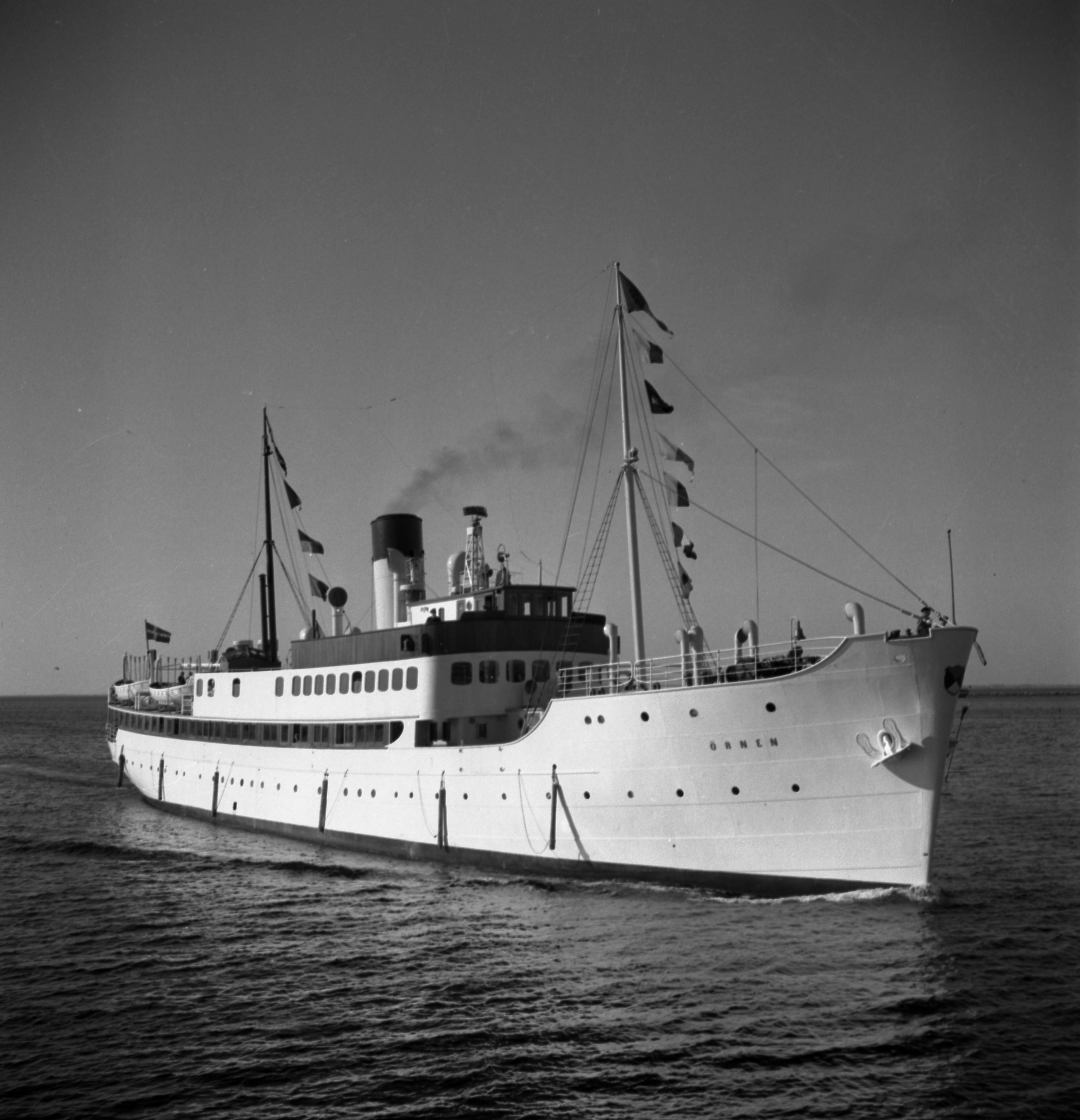
S/S Örnen, byggd 1909, ankommer till Malmö hamn. Örnen seglade på Malmö–Köpenhamn 1951–1959.
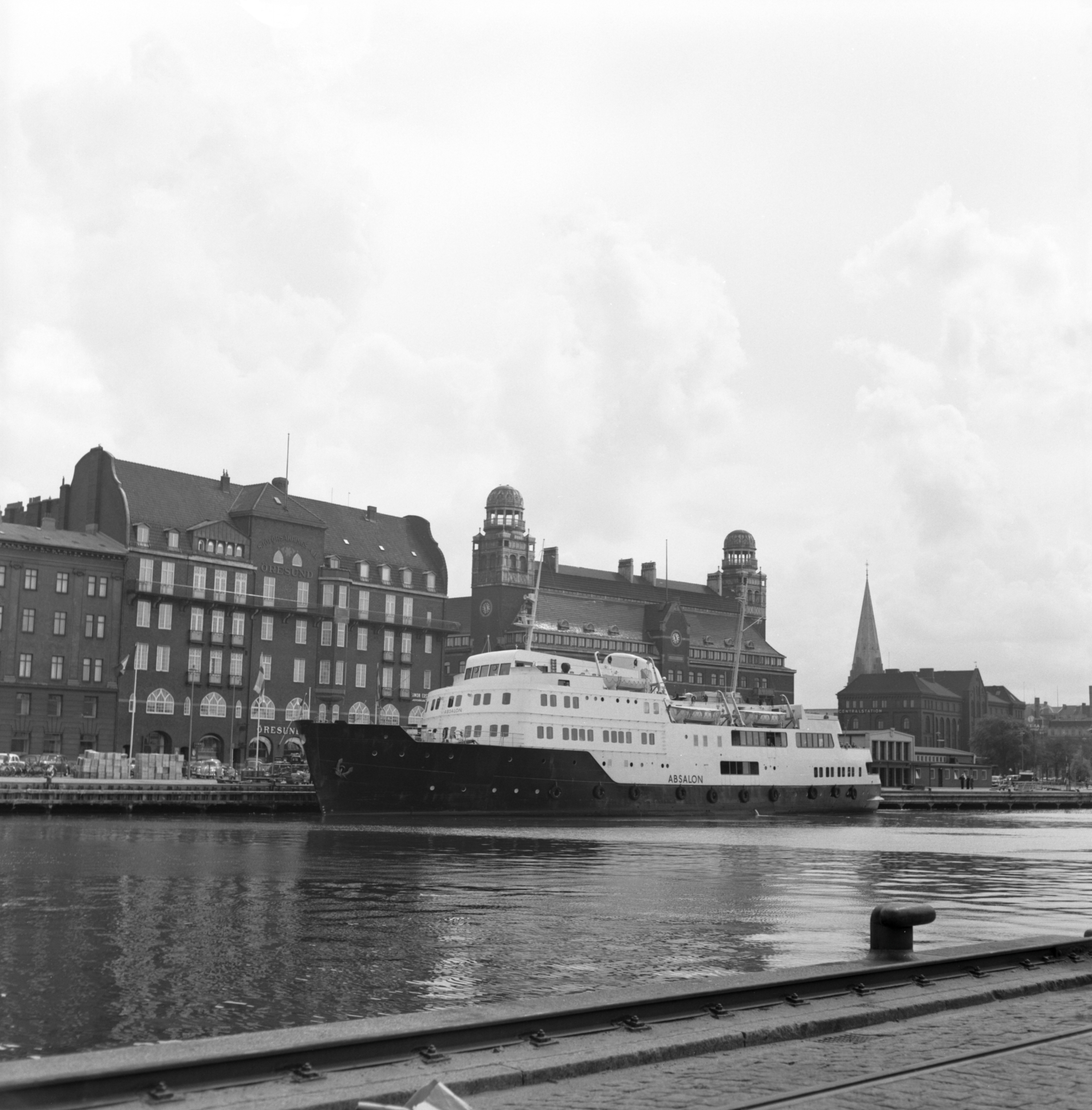
Öresundsbolagets ”stora båt” Absalon, fotograferad vid Skeppsbron i Malmö, 1956.
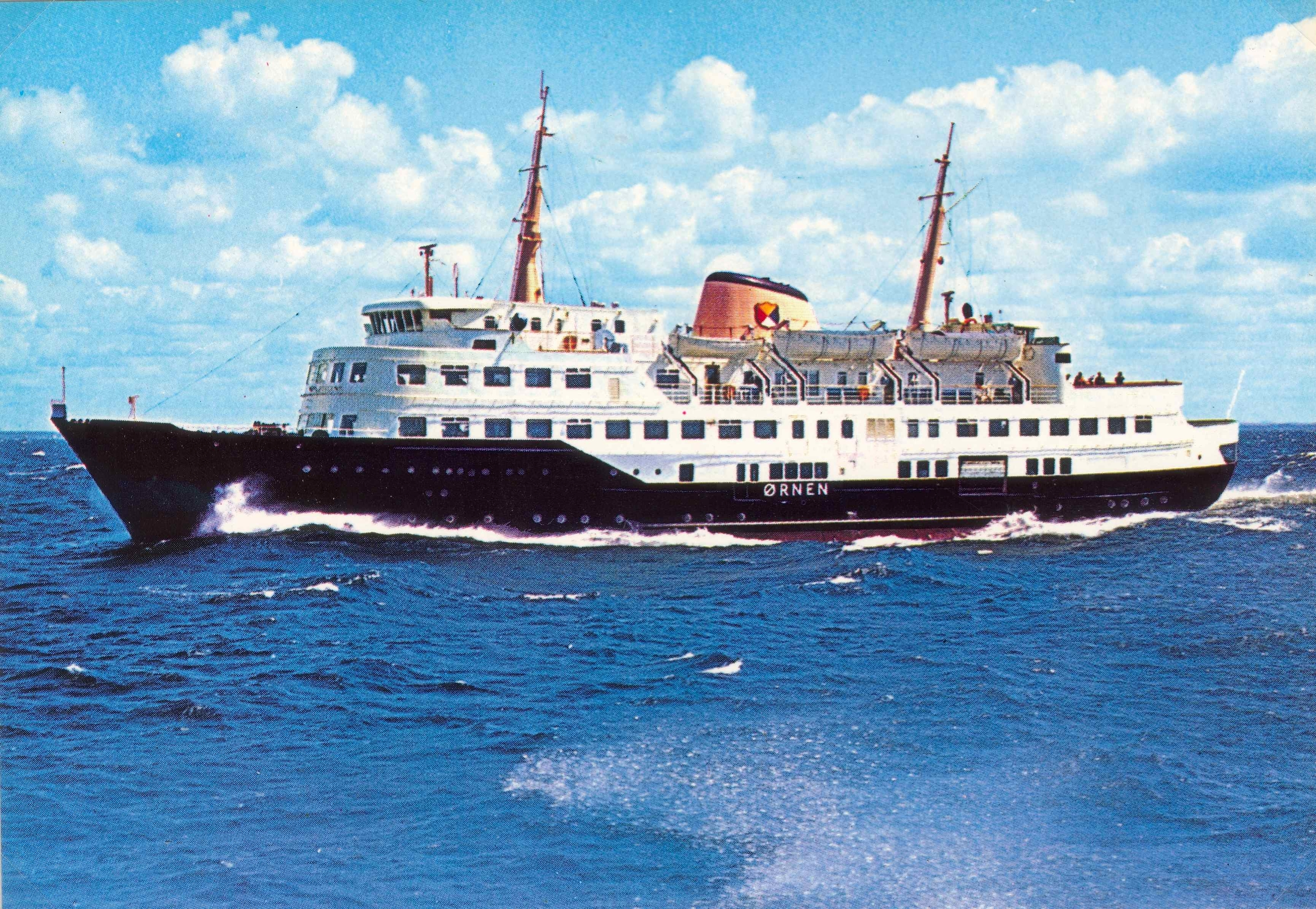
Öresundsbolagets ”stora båt” M/S Ørnen, byggd 1962. Trafikerade Malmö–Köpenhamn 1962–1980.

## 1961–2002
Den kraftiga ökningen av passagerare fortsatte på 1960-talet. Öresundsbolaget hade nu konkurrens av andra bolag och startade själv trafik på linjen Limhamn–Dragör. Öresundsbolaget satte in Öresund (1960) och Ørnen (1962) mellan Malmö och Köpenhamn. Absalon, Gripen, Öresund och Ørnen brukade kallas ”de stora båtarna” för att skilja dem från de andra rederiernas mindre fartyg och de bärplansbåtar som tillkom på 1960-talet (fast störst var förstås tåg- och passagerarfärjan ”Malmöhus”).
Förutom nämnda Centrumlinjen, Kastruplinjen och Orangelinjen seglade flera andra rederier mellan Malmö och Köpenhamn:
- 1961–1962 Vikingbåtarna.
- 1984–1993 MK-line.
- 1989–1993 Copenhagen Line.[7]

På 1970-talet avvecklade Öresundsbolaget de stora båtarna en efter en på grund av dålig lönsamhet. Malmö kommun och Rederi AB Nordö försökte återuppta trafiken på 1980-talet. Man köpte in Gripen, döpte om henne till Gripen av Malmö och trafikerade rutten 1984–1987, men gav sedan upp.

### Bärplansbåtar, katamaraner och svävare

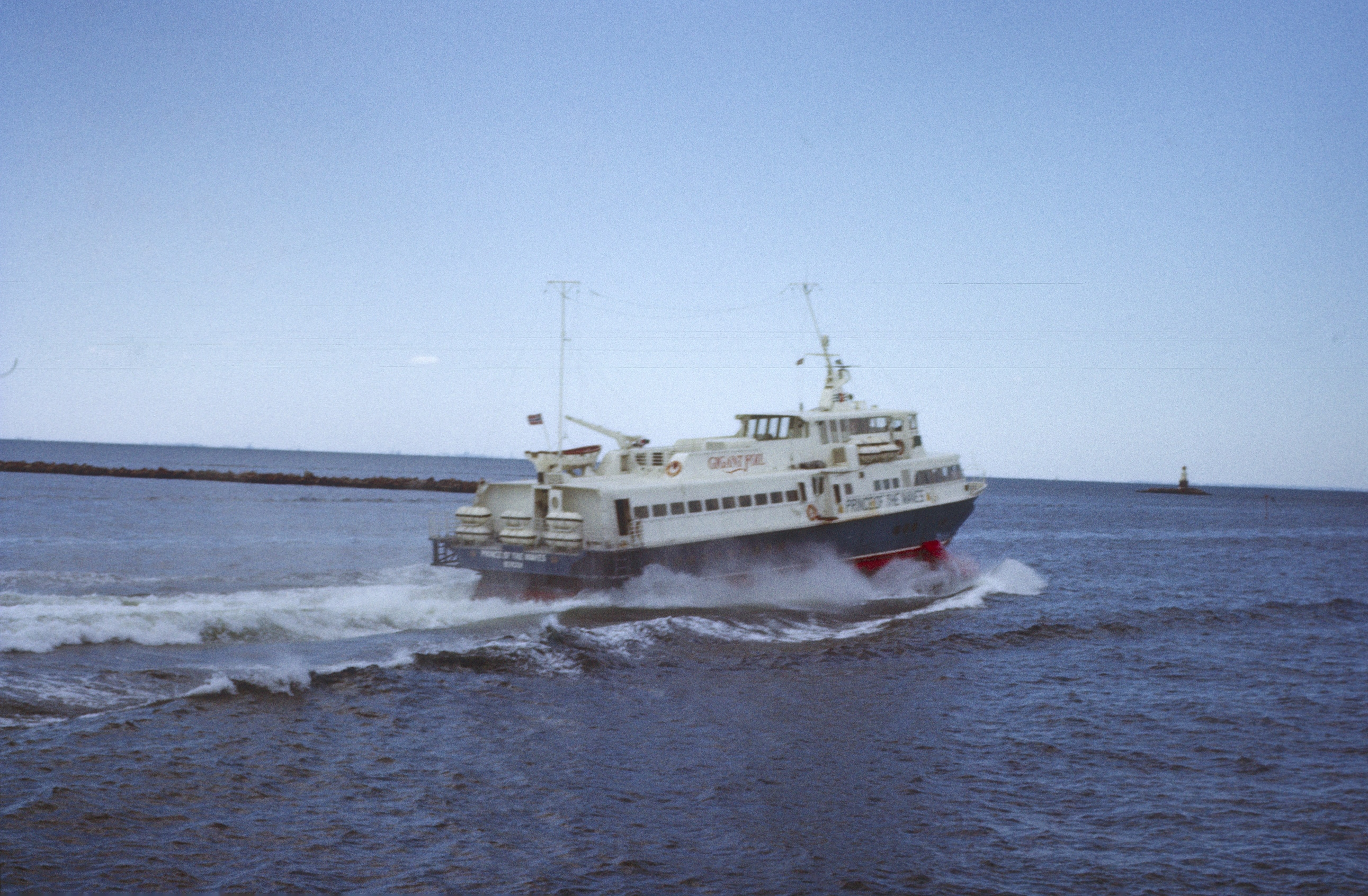
Rederiet Gigant Foil trafikerade Malmö–Köpenhamn 1972–1976 med tre olika bärplansbåtar. Bilden visar Prince of the Waves. De tre båtarna var bland de största i sitt slag, med plats för 250 personer.

Perioden 1960–2002 drev olika rederier trafik med snabbgående farkoster: bärplansbåtar (så kallade flygbåtar), katamaraner och svävare. Överfartstiden blev då 35 minuter, att jämföra med de stora båtarnas 1 timme och 35 minuter. Det började hösten 1960 då rederiet Sundfart under några månader trafikerade rutten Malmö–Köpenhamn med bärplansbåten ”Sirena”. Sundfart återkom 1963 med Sundfoil I och Sundfoil II, båda med plats för 68 passagerare och en marschfart på 36 knop. År 1964 tillkom den något större Westfoil, med plats för 100 passagerare.
År 1965 tog Öresundsbolaget över flygbåtstrafiken. År 1966 reste 536 000 passagerare med dessa. Förutom bärplansbåtarna använde Öresundsbolaget också snabbgående katamaraner. År 1991 öppnade även det danska rederiet Pilen trafik med bärplansbåtar och katamaraner.. 
Åren 1984—1994 trafikerade SAS rutten Malmö—Kastrups flygplats med svävare. Även Centrumlinjen hade två svävare i drift en kortare tid under 1972.. År 1999 reste 3,25 miljoner med Flygbåtarna eller Pilen. Den 1 juli 2000 öppnade Öresundsbron. Första året med bron sjönk antalet resenärer till 1,18 miljoner och Pilen lade ned sin trafik. Flygbåtarna fortsatte till den 30 april 2002.

### "Lex Öresund"
Den 26 maj 1961 utfärdade Sveriges regering den lag som kom att kallas "Lex Öresund", SFS 1961:128. Den begränsade kraftigt den mängd obeskattad alkohol och tobak som fick säljas ombord på färjorna över Öresund. För varor som skattats i Danmark eller Sverige fanns ingen gräns. Om huvudsyftet med en båtresa var annat än transport mellan länderna fick inga obeskattade varor överhuvudtaget tas ombord. Bestämmelserna riktade sig alltså mot nöjesresor och tillkom på dansk begäran. Lagen byggde på en överenskommelse mellan Sverige och Danmark och syftet var att stävja fylleri och busliv på båtarna. Frågan hade diskuterats sedan trafiken återstartade efter andra världskriget och åsikterna gick isär inom länderna. Man var oense om vilken effekt lagstiftningen skulle få, både om fylleriet skulle minska och om resandet skulle minska.
Även i efterhand är oklart vilken verkan lagen fick. Till en början skedde en viss minskning av såväl resande som av busliv, men det kan ha haft andra orsaker. ”Månskensturerna”, kvällsresor med dans och underhållning, upphörde. Generellt ökade trafiken under hela 1960-talet och kulminerade 1971. ”Förbudet” mot nöjesresor luckrades senare upp något. På 1980-talet menade Sydsvenska Dagbladet och den moderate politikern Joakim Ollén att lagen borde upphävas för att på så sätt hjälpa den tynande trafiken med stora Öresundsbåtar.